# 1390-es évek
Évszázadok: 13. század · 14. század · 15. század
Évtizedek: 1340-es évek · 1350-es évek · 1360-as évek · 1370-es évek · 1380-as évek · 1390-es évek · 1400-as évek · 1410-es évek · 1420-as évek · 1430-as évek · 1440-es évek
Évek: 1390 · 1391 · 1392 · 1393 · 1394 · 1395 · 1396 · 1397 · 1398 · 1399

## A világ vezetői
- Zsigmond magyar király (Magyar Királyság) (1387–1437† )